# Guayabera

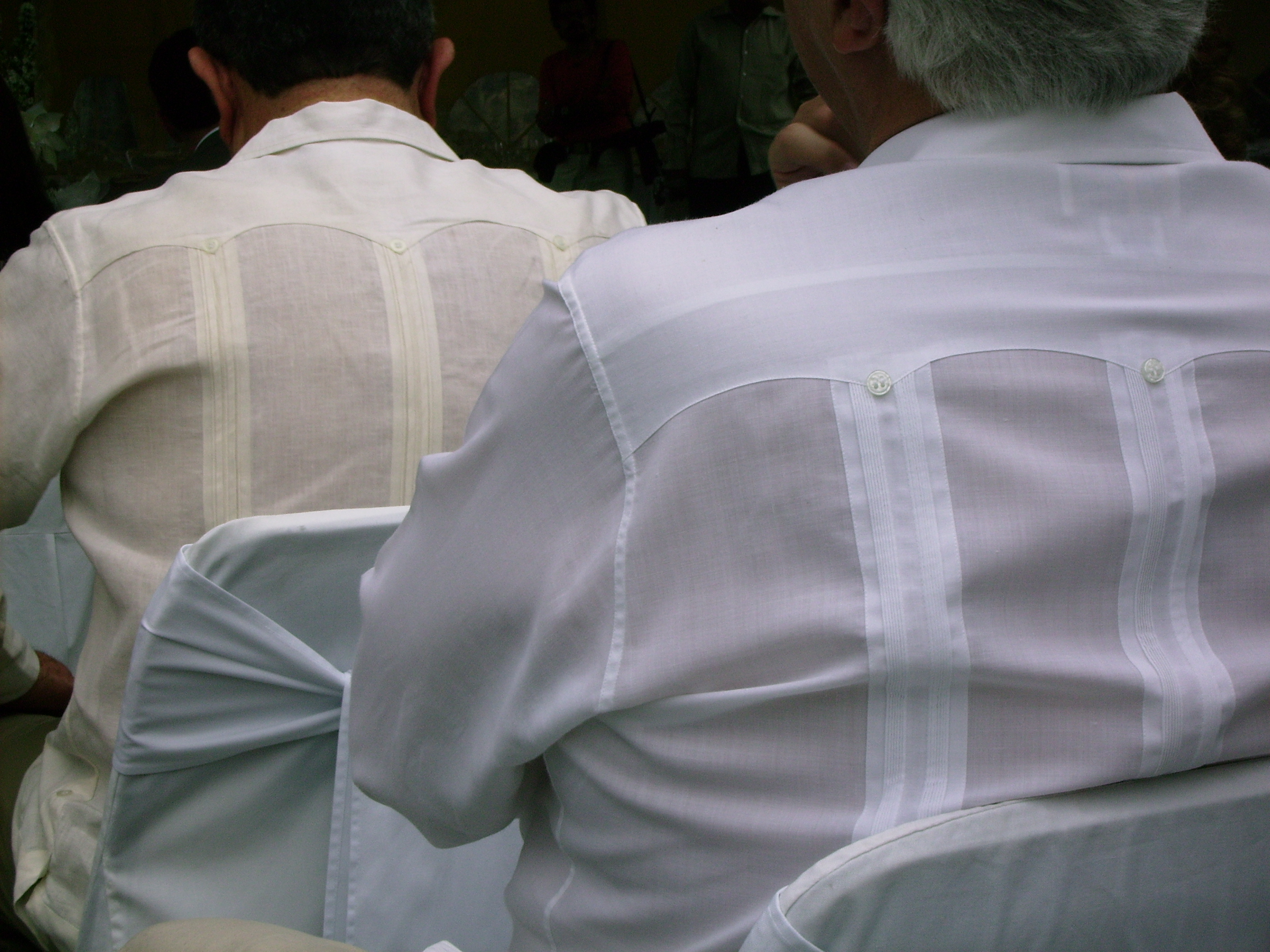
Due guayaberas messicane viste di schiena

La guayabera è una camicia a manica lunghe o corte, caratterizzata da pieghettature verticali (alforzas) e dotate di due o quattro tasche, diffusa in America Latina, nelle Antille e in Indocina. È anche nota come camicia nuziale messicana.

## Storia

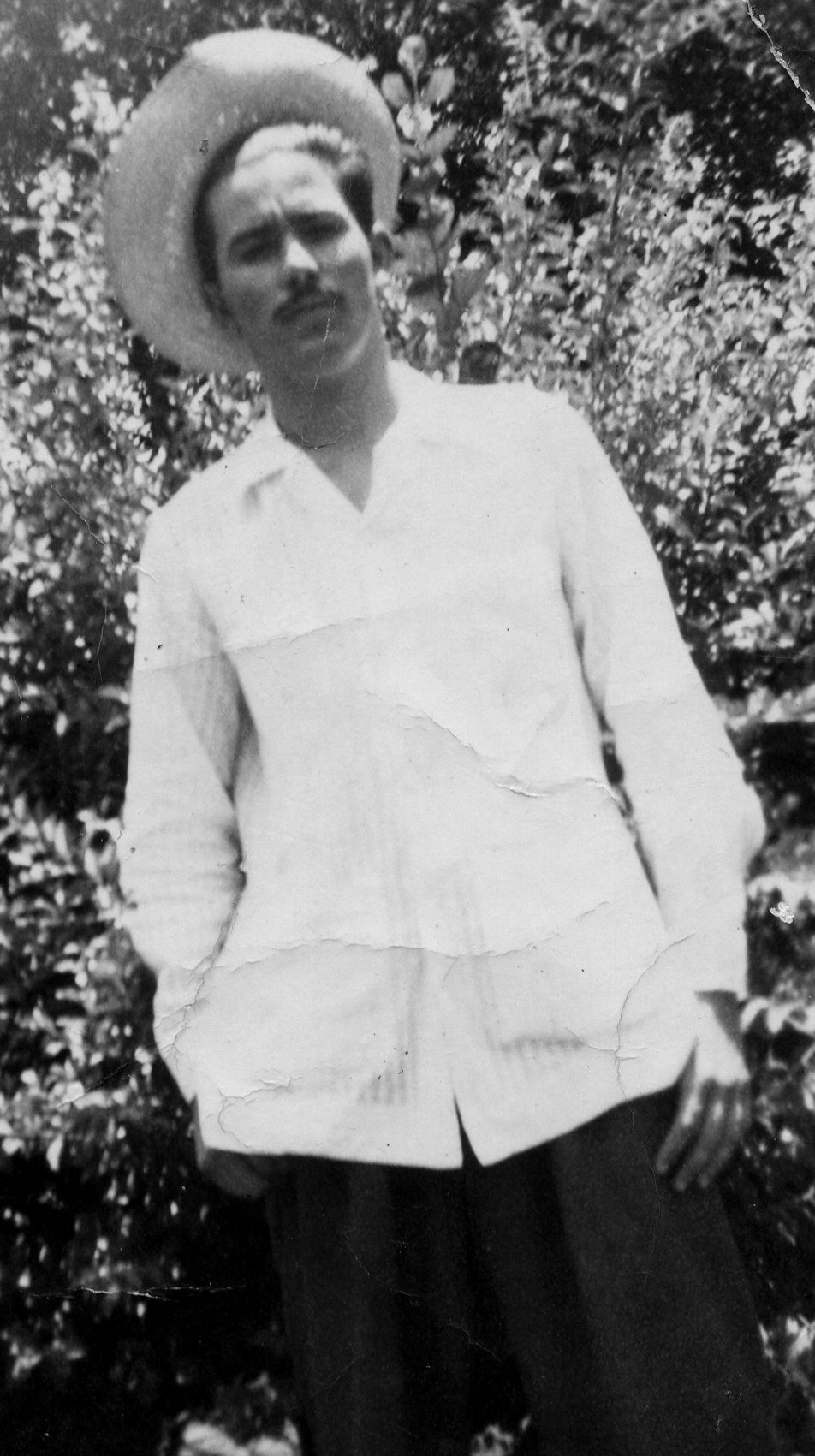
Una guayabera tradizionale indossata a Cuba nel 1956

L'origine di questo capo d'abbigliamento è controversa, perché è caratteristica in molti paesi dell'America Latina. Mentre la maggior parte dei latinoamericani crede che la guayabera sia originaria di Cuba, o comunque delle Antille, molti messicani credono che la guayabera sia stata ideata nella penisola messicana dello Yucatán.
L'origine del nome Guayabera potrebbe derivare da una leggenda cubana che narra la storia di una povera cucitrice di campagna che cuciva grandi tasche per le camicie del marito, che poteva metterci la guaiava (guayaba) quando ritornava dal campo. Guayabera potrebbe anche trarre origine da yayabero, una persona che vive presso il fiume Yayabo a Cuba.
In Messico, le guayaberas di lino sono generalmente considerate il capo più diffuso per i matrimoni sulla spiaggia per la combinazione di stile e comfort.
La guayabera è un indumento adottato dagli abitanti di Guayaquil, i porteños, sin dagli anni '40 del XX secolo ed è così impregnato della cultura di Guayaquil da essere considerato un simbolo rappresentativo della città. Fu inizialmente adottata perché più comoda della camicia e della giacca in auge all'inizio del XX secolo, ma nel contempo ritenuta sufficientemente formale ed elegante.

## Caratteristiche
La guayabera si distingue da parecchi dettagli: o due o più spesso quattro tasche esterne sulla parte frontale e due file verticali di alforzas (piccole pieghettature, in genere 10, cucite strettamente insieme) che corrono lungo il davanti e il dietro della camicia (le tasche sono sottolineate da alforzas identiche e ben allineate).
La parte superiore di ogni tasca è generalmente dotata di un bottone bianco, così come le parti inferiori delle pieghettature. File verticali di bottoni di regolazione possono essere applicate, una per lato, sull'orlo inferiore. Mentre la versione messicana generalmente non ha un risvolto per coprire i bottoni, la guayabera cubana ha un risvolto decorato con alforzas.
Alcune camicie hanno uno spacco di 7–8 cm su ciascun lato. La variante messicana prevede generalmente tre bottoni su ciascun lato è ha un orlo diritto, che non deve essere infilato nei pantaloni.
Sebbene tradizionalmente la guayabera sia di colore bianco o comunque di colore molto chiaro (écru), le guayaberas sono attualmente disponibili anche in altri colori.

## Camicie simili
Nelle Filippine esiste una camicia che presenta qualche affinità con la guayabera, chiamata barong Tagalog.  Il barong Tagalog è una camicia elegante, tipicamente con maniche lunghe. La maggiore differenza rispetto alla guayabera tradizionale è l'assenza di tasche.
Nelle Samoa è in uso una camicia formale chiamata "safari set" con consiste nell'abbinamento di una 'ie faitaga di lino a tinta unita (una versione formale e sartoriale del "lava-lava") con una camicia button-down dello stesso colore. La più comune camicia "safari" assomiglia alle camicie kaki indossate dai dipendenti degli zoo australiani zoo e dalee guide dei safari africani, ma attualmente si possono incontrare anche camicie simili alla guayabera, specialmente nelle Samoa Americane dove la maggioranza dei sarti è di origine filippina. La versione samoana comprende le pieghettature verticali e due o quattro tasche con bottone sul davanti.